# حكيم حجوي
حكيم حجوي (مواليد 1983) دبلوماسي مغربي. عُيّن سفيرا للمغرب لدى المملكة المتحدة عام 2020.

## مسيرته

### المسار المهني
عُيّن حكيم حجوي سفيرا للمغرب لدى المملكة المتحدة بعد تعيينه من قبل الملك محمد السادس في 6 يوليو 2020.
سابقًا، شغل حكيم حجوي منصب مدير ديوان السيد مصطفى التراب الرئيس المدير العام لمجموعة المكتب الشريف للفوسفاط اعتبارًا من عام 2016. من خلال هذا المنصب، قام أيضًا بإدارة الشؤون العامة لشركة تعدين الفوسفات والأسمدة الرائدة عالميًا.
انضم إلى المكتب الشريف للفوسفاط في عام 2012 كمسؤول مشروع في مكتب رئيس مجلس الإدارة، قبل أن يتولى مناصب تركز على إستراتيجية الشركة وتطويرها. قاد توسع المكتب الشريف في إفريقيا، وأشرف على وجه الخصوص على تطوير شراكات التعاون بين بلدان الجنوب في العديد من البلدان مثل كوت ديفوار والسنغال وغانا. في عام 2015، عمل على إنشاء فرع المكتب الشريف للفوسفاط بأفريقيا وقاد العمليات في غرب إفريقيا قبل تعيينه رئيسًا للموظفين.
بدأ الحجوي حياته المهنية عام 2008 في الاستشارات الاستراتيجية والتنظيمية في شركة كابجيميني في باريس. خلال السنوات الخمس التي قضاها هناك، عمل على تحويل الشركات الصناعية والمالية الكبيرة.

### التعليم
تخرج من جامعة كونكورديا في مونتريال، حيث حصل على بكالوريوس هندسة الكمبيوتر، كما درس ماجستير العلوم في أنظمة الكمبيوتر المتصلة بالشبكات، من مدرسة الاتصالات بباريس.

### الحياة الشخصية
ولد حجوي عام 1983 في الرباط، وهو متزوج وأب لطفلين.